# Super Monkey Ball
 (décembre 2023).
Si vous disposez d'ouvrages ou d'articles de référence ou si vous connaissez des sites web de qualité traitant du thème abordé ici, merci de compléter l'article en donnant les références utiles à sa vérifiabilité et en les liant à la section « Notes et références ».
Super Monkey Ball est une série de jeux vidéo initialement développée par Amusement Vision et éditée par Sega. La série commence en 2001 avec la sortie du jeu d'arcade Monkey Ball, avant de sortir sur consoles.

## Système de jeu
Dans les jeux de la série, le joueur dirige un singe qui roule dans une boule en inclinant les plateformes de jeu dans le but d'atteindre l'arrivée du niveau. Les jeux comportent également des mini-jeux comme la boxe, le billard ou le mini-golf, jouables en multijoueur.

## Personnages
Les personnages initiaux de la série sont au nombre de 4 (3 dans la version arcade) : Aiai, Meemee, Baby et Gongon (apparu dans les versions console). D'autres personnages sont ensuite apparus dans la série. Aiai est considéré comme le personnage principal de la série et est un personnage jouable dans Sonic Riders, Sega Superstars Tennis et Sonic and Sega All-Stars Racing. Aiai et Meemee sont aussi jouables dans Sonic and All-Stars Racing Transformed.

## Épisodes
- Monkey Ball (2001)
- Super Monkey Ball (2001)[1]
- Super Monkey Ball 2 (2002)
- Super Monkey Ball 3 (annulé)
- Super Monkey Ball Jr. (2003)
- Super Monkey Ball Deluxe (2005)
- Super Monkey Ball Touch and Roll (2006)
- Super Monkey Ball Adventure (2006)
- Super Monkey Ball: Banana Blitz (2006)
- Super Monkey Ball: Step and Roll (2010)
- Super Monkey Ball: Ticket Blitz (2011)
- Super Monkey Ball 3D (2011)
- Super Monkey Ball: Banana Splitz (2012)
- Super Monkey Ball Bounce (2014)
- Super Monkey Ball: Banana Blitz HD (2019)[2]
- Super Monkey Ball: Banana Mania (2021)[3]
- Super Monkey Ball: Banana Rumble (2024)[4]